# Pincier

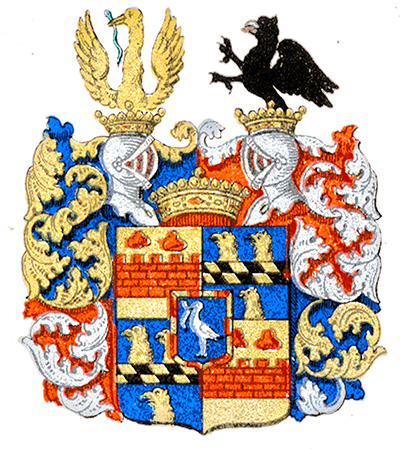
Den friherrliga ätten Pinciers vapensköld.

Pincier var en friherrlig ätt nummer 109 på riddarhuset och härstammade från en gammal adlig ätt i Thüringen, men nedsatte sig från och med 1400-talet i Hessen. Ätten kom till Sverige med Johan Ludvig Pincier (1660–1730). Han blev svensk adelsman år 1693 och slöt själv sin ätt vid sin död.